# Trifolien
Trifolien (Treklöver) är en vals utan opustal av bröderna Eduard, Josef och Johann Strauss den yngre. Den spelades första gången den 13 februari 1865 i Dianabad-Saal i Wien.

## Historia
Alla tre bröderna Strauss var medlemmar i Wiens konstnärsförening "Hesperus" och fastän både Johann och Josef var för sig hade skrivit musik till föreningen karnevalsbaler, var Trifolien första gången som alla tre bröderna samarbetade om ett verk. Den 15 februari 1865, två dagar efter balen, skrev tidningen Fremden-Blatt att den nya Straussvalsen hade mottagits med "livliga applåder" vid premiären. Orkestern Capelle Strauss dirigerades av den yngste brodern Eduard. Den första publika spelningen av valsen ägde rum söndagen den 19 februari 1865, då Capelle Strauss gav den vid en konsert med alla tre bröderna i Volksgarten.
Bröderna delade upp arbetet rättvist mellan sig: Johann komponerade första valsdelen, Josef den andra och Eduard den tredje samt inledningen och slutet. Uppenbarligen var valsens speltid mycket kort och bröderna uppmanades av förläggaren C.A. Spina att utöka musiken. Det skulle förklara den otypiska formen valsen har, då varje valsdel innehåller en trio-del. Titeln kommer från det latinska ordet 'Trifolium' för 'treklöver'. Bröderna Strauss skulle ytterligare en gång (1868) gemensamt komponera ett musikverk: kadriljen Schützen-Quadrille.

## Om valsen
Speltiden är ca 10 minuter och 32 sekunder plus minus några sekunder beroende på dirigentens musikaliska tolkning.